# جیرشی ساران آگاروال
جیرشی ساران آگاروال (انگلیسی: Girish Saran Agarwal؛ زادهٔ ۷ ژوئیهٔ ۱۹۴۶) دانشمند در زمینه فیزیک نظری اهل ایالات متحده آمریکا است.
وی همچنین برندهٔ جوایزی همچون همکار انجمن سلطنتی و جایزه اینشتین در علوم لیزر شده‌است.